# قربط إسباني
قربط إسباني (الاسم العلمي:Filago hispanica) هو نوع من النباتات يتبع جنس القربط من الفصيلة النجمية.